# HEPA
HEPAフィルタ (High Efficiency Particulate Air Filter) とは、空気中からゴミ、塵埃などを取り除き、清浄空気にする目的で使用するエアフィルタの一種である。空気清浄機やクリーンルームのメインフィルタとして用いられる。
JIS Z 8122 によって、「定格風量で粒径が0.3 µmの粒子に対して99.97％以上の粒子捕集率をもち、かつ初期圧力損失が245Pa以下の性能を持つエアフィルタ」と規定されている。
HEPAフィルタの粒子捕集効率をさらに上げたULPAフィルタというものもある。

## 構造
HEPAフィルタの濾紙は主に直径1～10 µm以下のガラス繊維でできている。繊維の充填率は10％程度であり、空隙は数10 µmの大きさをもつ。

## 機構
粒子の捕集機構は以下の原理からなる。

HEPAフィルターの捕集機構

- フィルタを構成する繊維による粒子流線のさえぎり
- 粒子が慣性によって流線からはずれ、繊維に接触
- 重力による粒子の沈降
- 粒子のブラウン運動
- 粒子が静電気力を受けて繊維に引かれる

この内さえぎり、慣性、重力効果は粒子が大きいほど強く、ブラウン運動、静電気効果は小さいほど強くなる。したがってこれらの総和であるフィルタの粒子捕集効率は粒径によって異なり、HEPAフィルタの場合は0.1-0.2 µmで捕集効率の極小値をとる。

## HEPAフィルタの主な用途

### クリーンルーム用フィルタ
クリーンルームやクリーンブース用の精密空調機器、製造装置の組込み用にHEPAフィルタを採用したファンユニットが使われる。クリーン度クラス100～10,000までに対応し、高いクリーン度を要求されるような半導体や液晶、医薬品や食品などに適している。

### 空気清浄機フィルタ
現在の主流となっているファン式空気清浄機のハイエンド機種にはHEPAフィルタを使ったものが多い。より高性能なULPAフィルタを採用したものも発売されたが、過剰性能のため、採用する機種は少なくなっている。

### 家庭用掃除機フィルタ
家庭用掃除機の中でもハイエンド機種にはHEPAフィルタを使ったものが多い。これはハウスダストによるアレルギーへの関心の高まりによる。

### 原子力施設排気フィルタ
原子力施設では、換気後の空気は気体廃棄物として排気設備から排出する際に、排気中の放射性微粒子を除去するためにHEPAフィルタが使用されている。

## 日本のHEPAフィルタメーカー（五十音順）
- エアプロダクツ株式会社
- ケンブリッジフィルターコーポレーション株式会社
- 日本エアーフィルター株式会社
- ニッタ株式会社
- 株式会社忍足研究所
- 株式会社東洋紡カンキョーテクノ
- 日本スピンドル製造株式会社
- 日本無機株式会社
- 日本バイリーン株式会社
- 三菱製紙株式会社
- ミドリ安全エア・クリオティ株式会社
- パナソニック エコシステムズ大阪株式会社